# Флаг Кисловодска
Флаг городского округа город-курорта Кисловодска Ставропольского края Российской Федерации является опознавательно-правовым знаком, составленным и употребляемым в соответствии с российскими и международными вексиллологическими (флаговедческими) правилами, служащим символом городского округа города-курорта Кисловодска, единства его территории и населения.
Данный флаг утверждён 25 января 2013 года решением Думы города-курорта Кисловодска № 17-413 и 16 апреля 2013 года внесён в Государственный геральдический регистр Российской Федерации с присвоением регистрационного номера 8278.

## Описание
Описание флага городского округа города-курорта Кисловодска гласит:

Флаг представляет собой прямоугольное полотнище синего цвета в центре которого вверху — солнце жёлтого цвета с чередующимися прямыми и пламенеющими лучами, ниже которого — чаша белого цвета, из которой бьёт источник о трёх струях белого цвета.— Решение Думы города-курорта Кисловодска от 25 января 2013 года № 17-413

## Обоснование символики
Кисловодск является одним из городов-курортов Кавказских Минеральных Вод и за уникальный климат, и минеральные источники был именован «городом Солнца и нарзана».
Жёлтый цвет (золото) символизирует справедливость, милосердие, силу и богатство.
Белый цвет (серебро) символизирует благородство, невинность, чистоту.
Синий цвет (лазурь) символизирует великодушие, верность, безупречность, величие, красоту, ясность.
Город-курорт Кисловодск, единственный из городов-курортов Кавказских Минеральных Вод, награждён Орденом Отечественной войны I степени за заслуги кисловодчан по лечению и восстановлению здоровья воинов Советской Армии в годы Великой Отечественной войны.

## История
Первый флаг городского округа города-курорта Кисловодска, разработанный членом Союза художников России А. И. Плужниковым, был утверждён 27 июля 2012 года решением Думы города-курорта Кисловодска № 121—412. Описание флага гласило:

Флаг представляет собой прямоугольное полотнище синего цвета по центру которого располагается основная геральдическая фигура Герба городского округа города-курорта Кисловодска — Солнце жёлтого цвета. Отношения ширины Флага к его длине равно 2:3. Габаритная ширина изображения солнца на Флаге должна составлять 2/5 части длины полотнища Флага.— Решение Думы города-курорта Кисловодска 27 июля 2012 года № 17-412
Данным решением оговаривалось, что оно вступает в силу со дня внесения герба и флага городского округа города-курорта Кисловодска в Государственный геральдический регистр Российской Федерации.
Письмом от 12 декабря 2012 года № А7-2-745 Геральдический совет при Президенте Российской Федерации проинформировал Думу города-курорта Кисловодска о необходимости внесения корректировок в данное решение, а именно:
- в соответствии с принятым в Российской Федерации гербовым принципом — флаг должен соответствовать гербу: по полотнищу флага, ниже солнца, необходимо поместить чашу с источником белого цвета;
- в положении необходимо исключить упоминание об авторской группе и изменить описание флага.

В соответствии с данными рекомендациями, Положение, с внесёнными корректировками и изменённым рисунком флага, было направлено по электронной почте в Геральдический совет при Президенте Российской Федерации для предварительного согласования.
18 января 2013 года по электронной почте было получено предварительное согласование флага города-курорта Кисловодска, подписанное ответственным секретарем Геральдического совета при Президенте Российской Федерации Г. В. Калашниковым и решением Думы города-курорта Кисловодска от 25 января 2013 года № 17-413 предыдущее решение о флаге было признано утратившим силу и утверждён ныне действующий флаг городского округа города-курорта Кисловодска.
16 апреля 2013 года по решению Геральдического совета при Президенте Российской Федерации флаг городского округа города-курорта Кисловодска был внесён в Государственный геральдический регистр Российской Федерации под номером 8278. 1 мая 2013 года решение от 25 января 2013 года № 17-413 было официально опубликовано в городском общественно-политическом еженедельнике «Кисловодская газета».